# Litório

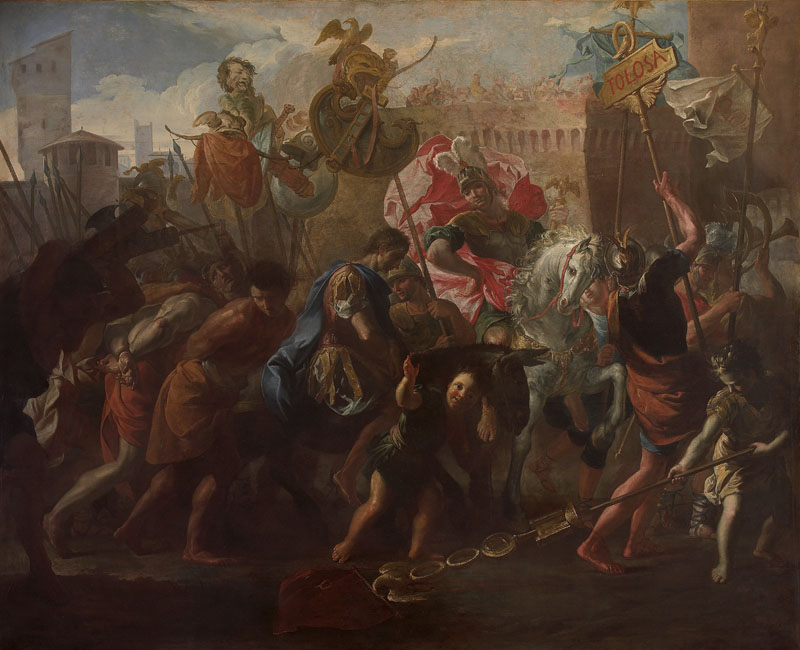
Rivais Teodorico I e Litório.

Litório (falecido em 439) foi um general do período final do Império Romano Ocidental servindo como Mestre dos soldados principalmente na Gália sob o comando de Flávio Aécio (de 435 até sua morte). Litorius é conhecido por ser o último comandante romano na história militar da Roma antiga a realizar ritos pagãos e a consulta de auspícios antes de uma batalha.
As suas ações militares foram focadas principalmente contra os Visigodos que gradualmente tentavam espalhar seu controle sobre a Gália. Em 436, seu rei Teodorico I tentou conquistar Narbo Martius para obter acesso ao Mar Mediterrâneo e às estradas para os Pirenéus. Na Batalha de Narbonne, ocorrida nesse ano, Litorius com a ajuda dos Hunos, impediu a captura da cidade e expulsou os Visigodos de volta à sua capital Tolosa. Mas na conseqüente Batalha de Toulouse, em 439, as forças aliadas de romanos e hunos foram derrotadas pelos visigodos. Litorius logo morreu durante a prisão devido aos ferimentos que recebeu nessa batalha.